# 超日王號航空母艦
维克拉玛蒂亚号航空母舰（INS Vikramaditya），又称超日王号航空母舰，原本是蘇聯海軍／俄羅斯海軍基輔級航空母艦的4號艦戈爾什科夫蘇聯海軍元帥號航空母艦（起造時原名巴庫號），2004年转让給印度並展開大规模改造工程，由垂直起降载机巡洋舰（苏联海军的称谓）改为可常规起降载机的航空母舰。於2013年11月16日交付給印度海軍。维克拉玛蒂亚原是指古印度传说中的君主（亦稱超日王），故又譯為超日王号航空母艦。

## 改造歷史

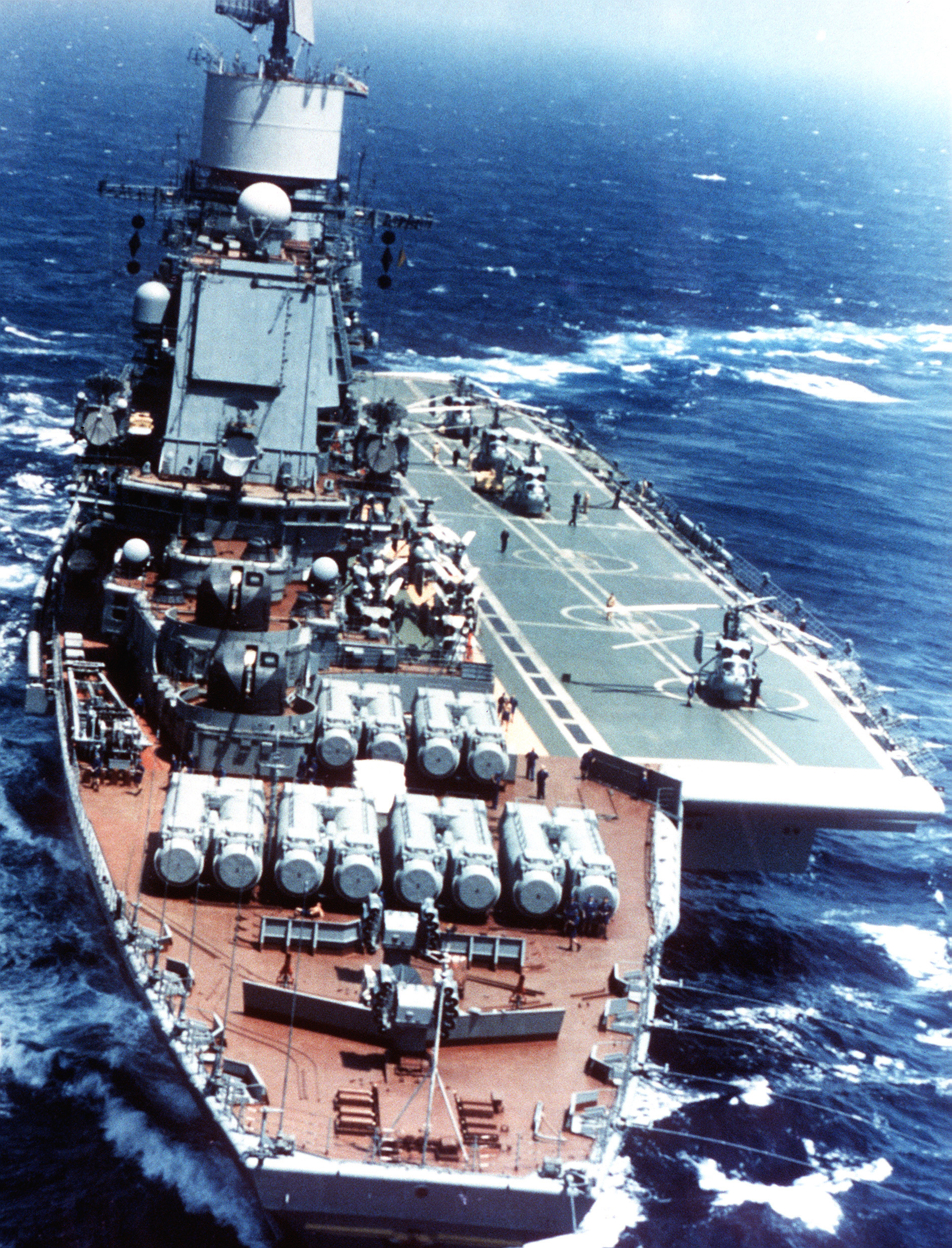
前身巴庫號/戈爾什科夫海軍元帥號航空母艦

1994年，戈爾什科夫海軍元帥號航空母艦發生煱爐爆炸意外，當時的俄羅斯海軍於蘇聯解體後陷入財困，無力維修而決定出售。正逢印度海军自1990年代一直寻求替换陈旧退役的維卡蘭號航空母艦的替代舰。1995年时任印度海军参谋长拉姆达斯上将参观了戈爾什科夫海軍元帥號。1998年时任俄罗斯总理普里马科夫访问印度时提议将戈爾什科夫海軍元帥號免費給予印度，前提由俄罗斯进行改装。于是双方开始了谈判。根據2004年俄羅斯和印度達成的協議，戈爾什科夫海軍元帥號航空母艦將會免費給予印度，但由印度支付改装费用，俄羅斯會把它改造以便在艦上操作起降米格-29K战斗机（北约代号“支点–D”）。最初改造總費用為9億美元，由北德文斯克的北方机械厂负责改造。原计划2008年交付。
由于不断加剧的意料之外的成本超支导致交付延迟，引发双方外交争吵。2008年时任俄罗斯副总理梅德韦杰夫甚至撤换了北方机械厂经理。2009年12月17日，據報導，印度與俄國在此艦的合同上以23億美金的價錢達成協議，并且交付日期也一再拖延。显然，俄罗斯方面低估了改装工程量。
为印度海军的改装工作进行时，于2011年3月1日开始码头系泊试验。原定于2011年11月进行的首次海试推迟到2012年3月，后来又推迟到2012年5月25日进行首次试航。但2012年5月24日，俄新社表示，原定的海试计划因为天气原因将推迟到6月初进行。
2012年6月8日，维克拉玛蒂亚号出海进行了交付前的测试。 然而，2012年9月17日高速測試期間出現了嚴重的動力系統損壞事故，事故中8座鍋爐中7座無法繼續運轉，以至無足夠動力的航艦需要駁船拖回造船廠，俄罗斯指责印度方面坚持选用耐火砖代替石棉作为保温层使用导致锅炉全功率工作出现问题，勢必大大延緩航艦的交付日期，原定交付日期不會早於2013年10月。
2013年7月维克拉玛蒂亚号再度出海开始交付前的测试。2013年7月27日至28日，海试中动力装置发挥最大功率，最高时速超过29节。然后分别进行了航空起降试验，检验其雷达，防空，通信和控制系统的性能。海试中印度船员也参与其中，在8600英里航行中，其中1700英里是在印度海军军官担任艦长指挥下進行。
俄罗斯北方机械制造厂于俄羅斯時間2013年11月16日上午在北德文斯克向印度交付维克拉玛蒂亚号航母。除了接船的印度船员，随行的还有约180名俄罗斯专家帮助印度船员掌握操作航母负责保修服务。2014年1月8日维克拉玛蒂亚号航空母舰抵达印度。

## 改造重點
维克拉玛蒂亚号航空母舰改装的核心是米格-29K战斗机上舰。把原本在戈爾什科夫海軍元帥號航空母艦上的武器全部拆去，包括位于船頭至舰桥之前的前甲板上武器系统，把舰艏變成14.3°的滑跳甲板（重1500吨、长度52米的滑越甲板模块）以便米格-29K能以此短距滑跳起飛，飞行甲板上有两个起飞位置，1号起飞位位于舰桥左侧起飞距离105米，2号起飞位在斜向甲板区靠近飞行甲板左舷，起飞距离180米，从该舰试航时的新闻图片发现，在起飞位未安装用于阻挡飞机尾喷管高温气流的可收放式偏流板，另外还设有六个垂直起降点。夹角为5.5°的斜向甲板加上三條阻攔索以便讓米格-29K降落時用著艦鈎鈎著减速，还有着陆助降设备，此外，扩张左右舷甲板，飛行甲板总面積增大，不过，由于飞行甲板总长有限，甲板前部的起飞区与后部斜角甲板的降落区呈交叉重叠布置。保留了原本在舰桥内侧的升降机，扩大了位于舰桥后的另一个升降机。
至於原本已損壞的煱爐全部予以更换，改装全新的意大利制造的柴油发电机，舰桥上苏联时期的雷达等电子设备大多被拆除予以更新，在舰桥上安装有“军舰鸟”三座标雷达、“平网”三座标雷达、“圆顶帽”导航系统以及电子战系统，在舰桥后面的右舷新增一个塔桅安装电子设备，导航和着陆辅助系统包括光学着陆系统。
维克拉姆帝亚号在俄罗斯改造完成时，尚未配备自卫用武器系统，计划回到印度后加装防空导弹。由于原先设计飞行甲板前部两舷没有设置防御武器安装平台，对前半球对空点防御可能会存在缺陷。
改造後的维克拉玛蒂亚号航空母艦形似一艘縮小版的庫茲涅佐夫元帥級航空母艦。

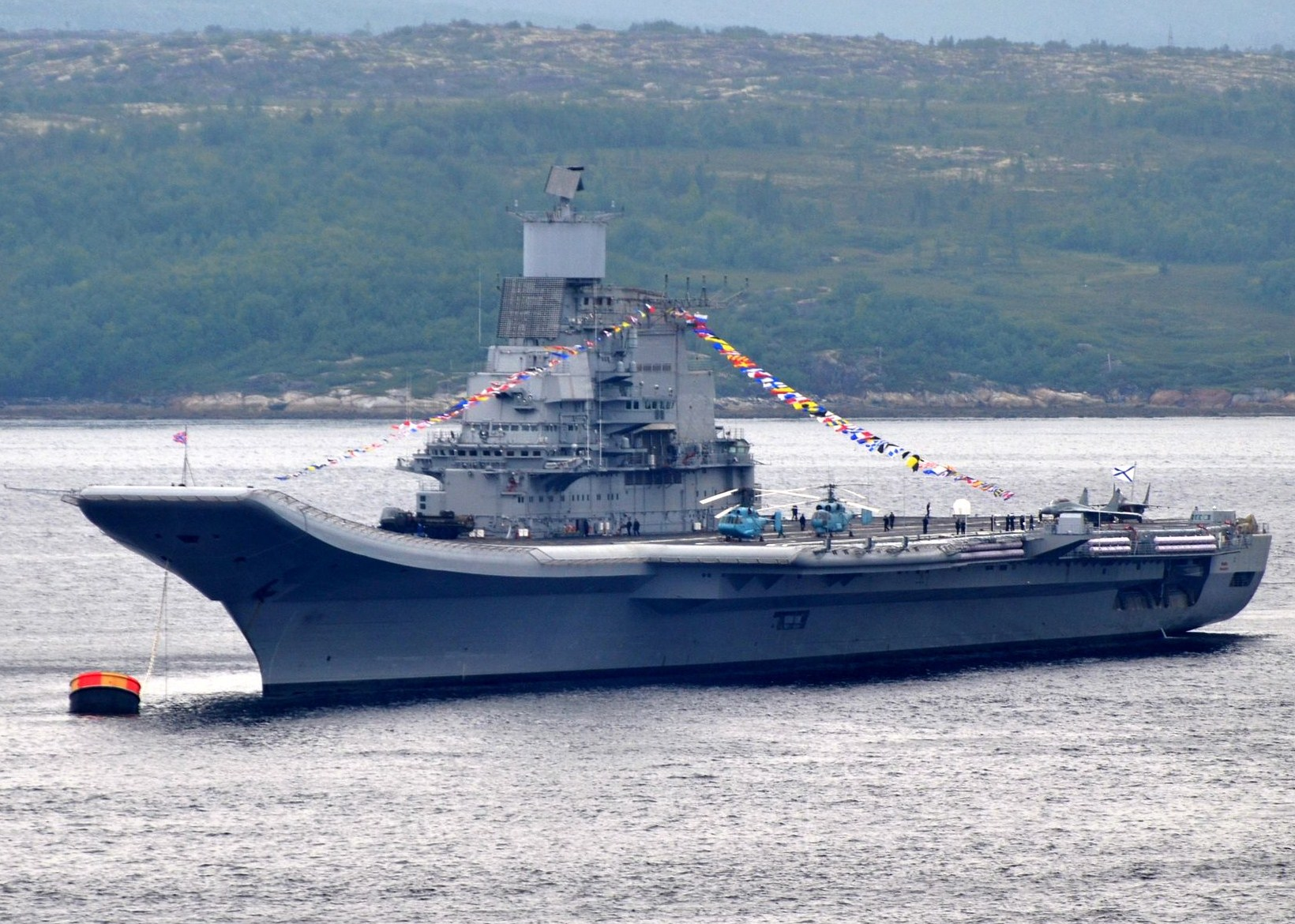
維蘭瑪迪雅號全貌
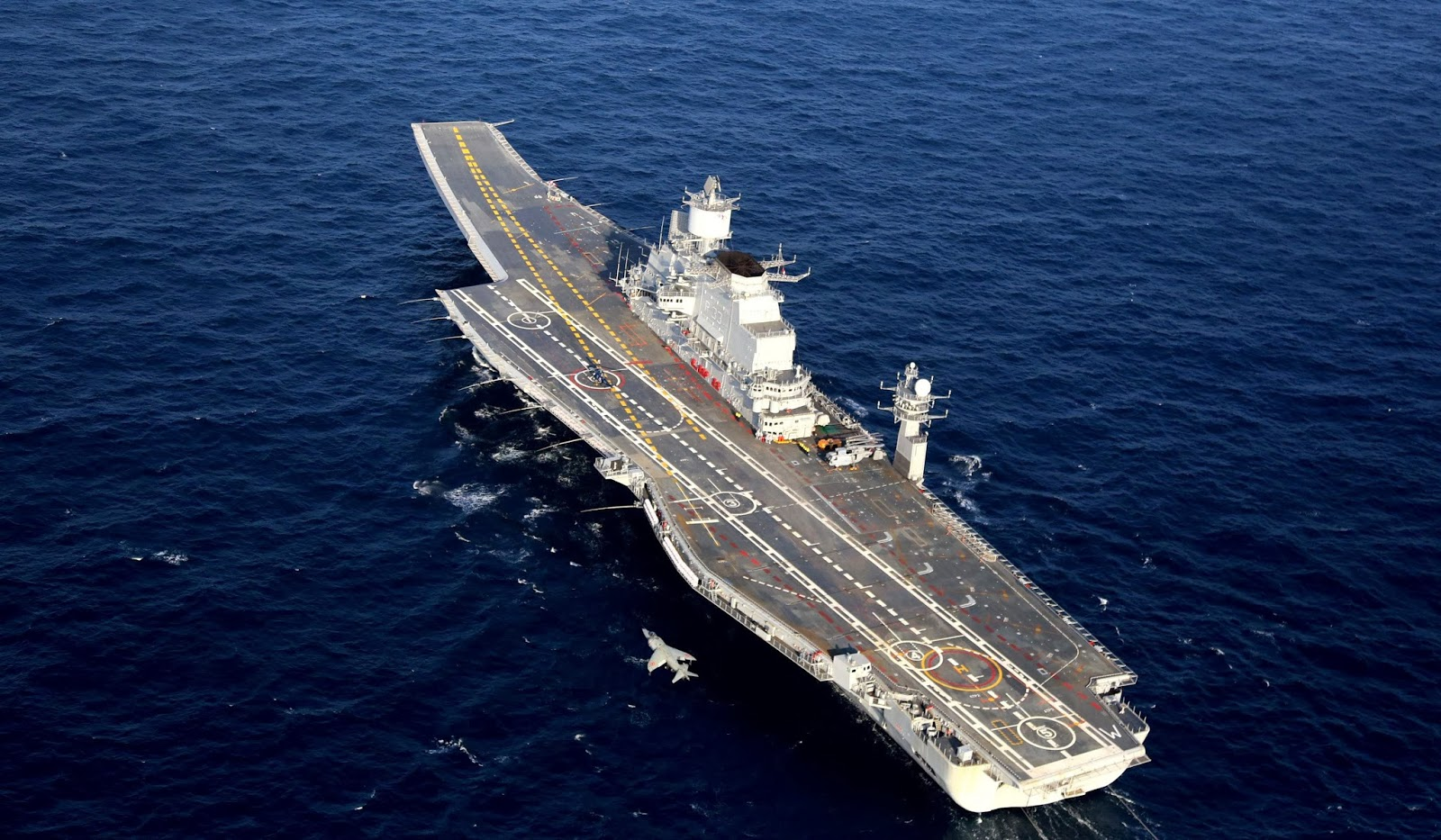
俯视飞行甲板
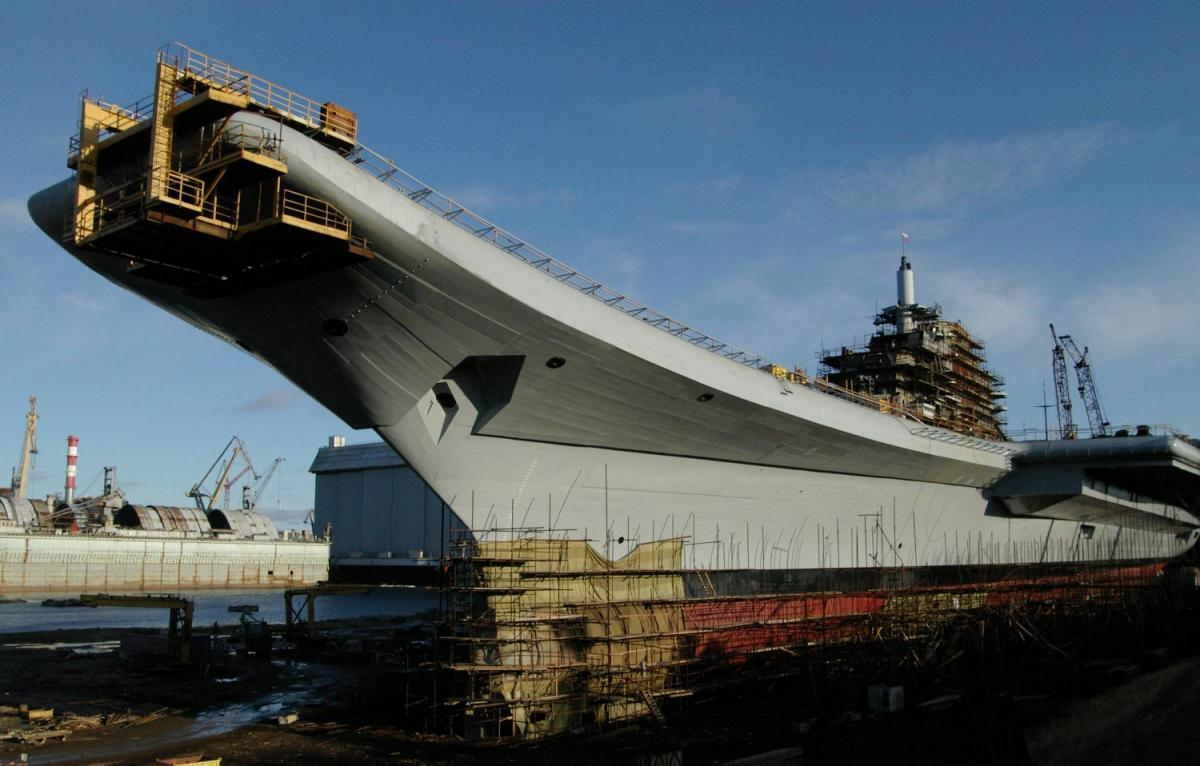
改造滑跳甲板的结构
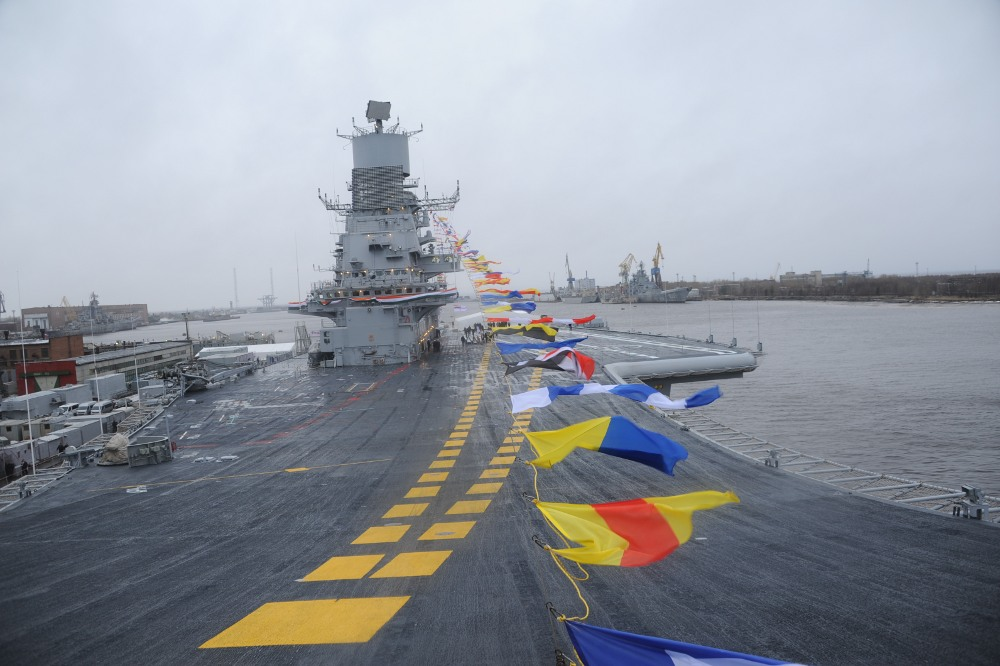
从舰艏看飞行甲板
从后部看飞行甲板

## 成军
2013年11月16日，印度防长A.K. Antony正式在北德文斯克主持了成军典礼，俄国副总理德米特里·罗戈津也到场。预计将于2014年早期开始巡海。

## 艦載機

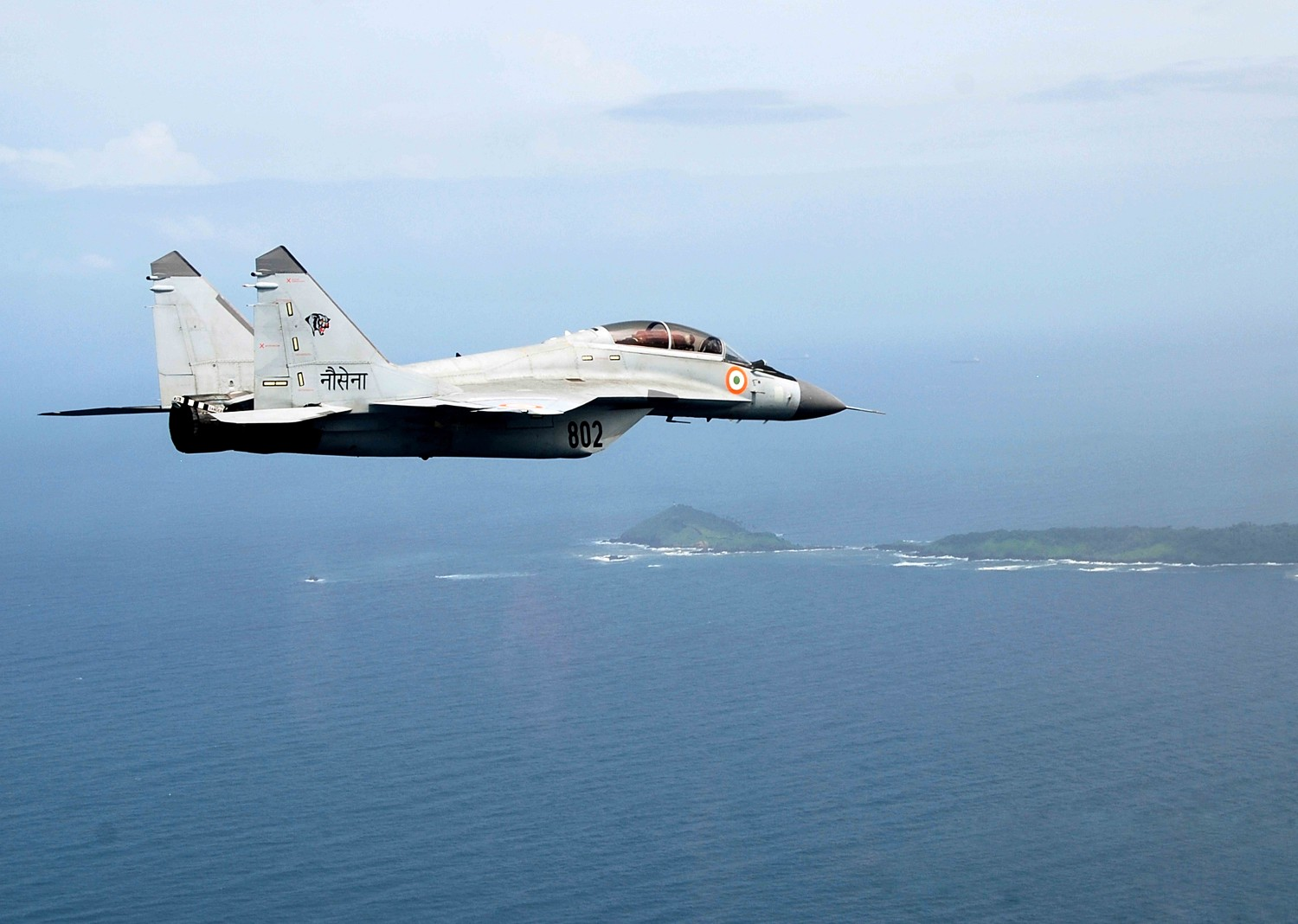
米格-29K戰鬥機

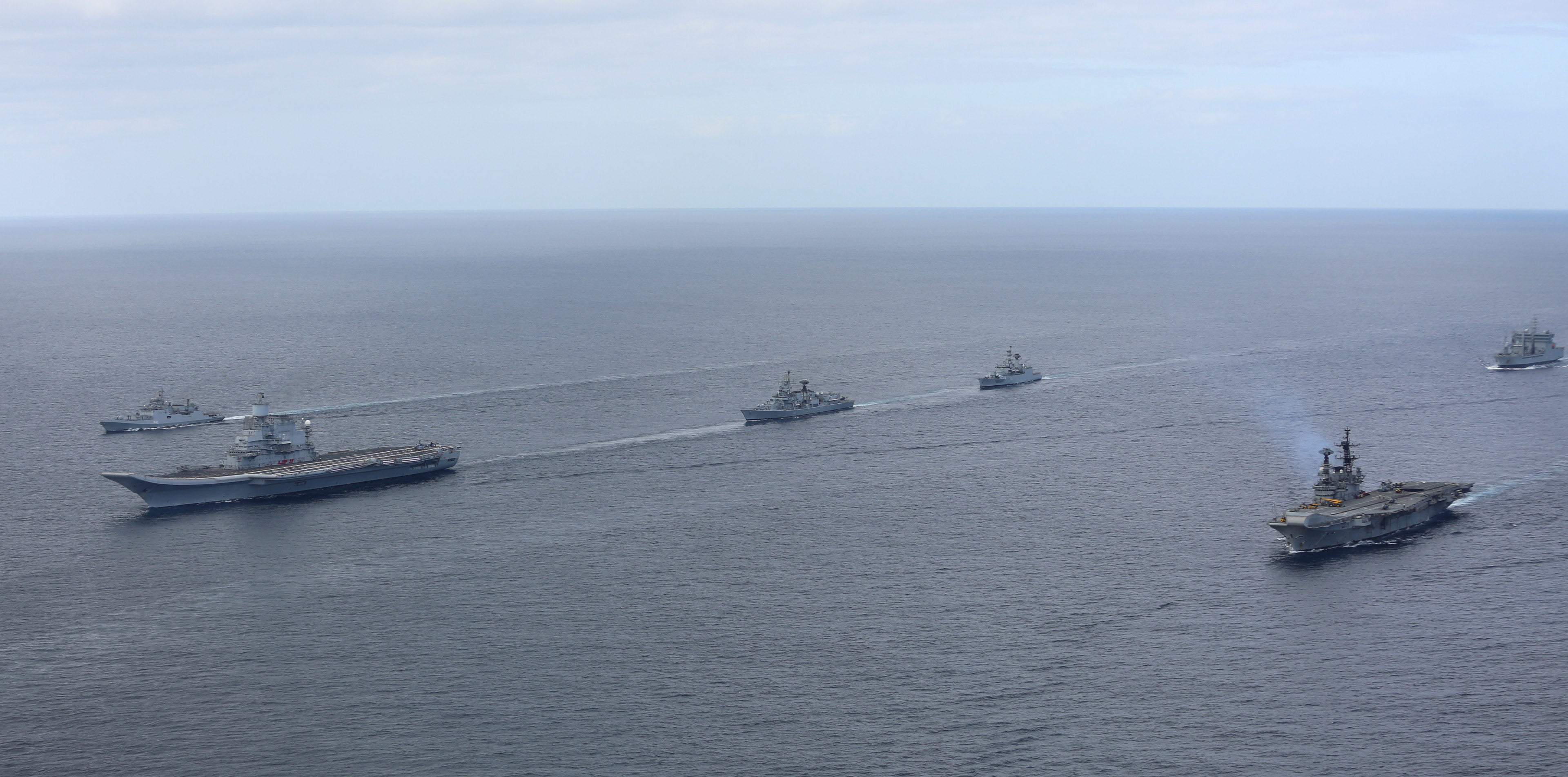
超日王號與維拉特號航空母艦編隊在阿拉伯海航行

舰上载机包括16架米格-29K战斗机（其中4架为双座教练机）+ 6架直昇機（卡-27直升機，卡-31直升機和印度國產的HAL Dhruv）。
2014年2月，印度海軍航空兵第303團（黑豹軍團）第一次于Panaji的岸上测试基地进行了MiG-29K的模拟舰上操作。同月8日，印度飞行员首次驾机着舰。
2020年1月11日，印度國產的艦載版光輝戰鬥機首次在维克拉玛蒂亚号上著陸，翌日首次由此艦起飛。
印度政府2023年7月13日公開宣布，向法國採購26架「飆風M」（Rafale M）戰機，用於取代妥善率與作戰效能欠佳的俄製MiG-29K戰機。

### 駐艦艦載航空兵部隊
维克拉玛蒂亚号一共駐紮了六個團的艦載航空兵力量，詳情如下：
| 軍團編號              | 軍團別名 | 團徽 | 操作機種         | 備註                 |
| --------------------- | -------- | ---- | ---------------- | -------------------- |
| 印度海軍航空兵第300團 | 白虎     |      | MiG 29KUB        | 來自維拉特號航空母艦 |
| 印度海軍航空兵第303團 | 黑豹     |      | MiG 29K          | 擔當艦載機首飛任務   |
| 印度海軍航空兵第321團 | 天使     |      | HAL Chetak直升機 | 來自維拉特號航空母艦 |
| 印度海軍航空兵第322團 | 衛士     |      | HAL Dhruv直升機  |                      |
| 印度海軍航空兵第330團 | 鯊魚     |      | 海王直升機       | 來自維拉特號航空母艦 |
| 印度海軍航空兵第339團 | 飛鷹     |      | 卡-31直升機      |                      |

## 服役事件
- 印度媒体2016年6月10日援引一位海军发言人的话报道称，印度维克拉玛蒂亚号航空母舰当天下午发生毒气泄漏事件，造成一名印度海军军人和一名民间员工死亡，另有两人入院。[20]
- 2017年1月21日起，印度國家銀行在超日王號上開設自動櫃員機，是首艘設有銀行服務網點的印度軍艦。
- 据印度新德里电视台报道，当地时间2019年4月26日早晨，印度航母维克拉玛蒂亚号在进入卡纳塔卡省卡瓦港湾时发生火灾，一名军官因吸入浓烟在医院不治身亡[21]。
- 2022年7月1日，超日王號在測試航行時發生火災，據報沒有人員傷亡。[22]

## 资料来源
1. ↑  PTI. . The Hindu. 2010-03-10  [2013-04-27]. （原始内容存档于2013-10-16）.
2. ↑  . Indian Navy.   [4 January 2014]. （原始内容存档于4 October 2014）.
3. ↑  . Bharat-Rakshak.com. 2008-11-17  [2012-07-29]. （原始内容存档于2012-07-10）.
4. ↑  . defensenews.com.   [2012-07-29]. （原始内容存档于2013-06-16）.
5. ↑  . Naval Technology.   [2013-04-27]. （原始内容存档于2021-01-18）.
6. ↑  PTI Feb 1, 2013, 08.30PM IST. . Articles.economictimes.indiatimes.com.   [2013-04-27]. （原始内容存档于2017-02-28）. an endurance of 13,500 nautical miles (25,000 km) at a cruising speed of 18 knots. It will have an air wing consisting of Russian-made MiG-29K jet fighter planes and Kamov Ka-31 early warning radar helicopters.
7. ↑  Bharat Verma 2011，第45頁.
8. ↑  . Idsa.in. 2010-06-01  [2013-04-26]. （原始内容存档于2013-04-06）.
9. ↑  . The Hindu.   [4 January 2014]. （原始内容存档于2014-01-04）.
10. ↑  John Pike. . Globalsecurity.org.   [2011-03-07]. （原始内容存档于2010-08-19）.
11. ↑  （英文）India, Russia end stalemate over Gorshkov price deal （页面存档备份，存于）
12. ↑  （英文）India, Russia end stalemate over Gorshkov's price deal （页面存档备份，存于）
13. ↑  （英文）Gorshkov price settled at $2.3 billion 的存檔，存档日期2011-06-06.
14. ↑  The Hindu （页面存档备份，存于）,INS Vikramaditya begins sea trials.
15. ↑  印度购俄航母在高速海试时动力崩溃 至少延期一年 （页面存档备份，存于） - 鳳凰網轉自環球網，2012年9月17日
16. ↑   （页面存档备份，存于）. Retrieved 17 November 2013.
17. ↑  . The Hindu. 1 February 2014  [12 February 2014]. （原始内容存档于2020-08-04）.
18. ↑  . Defence News, RIA Novosti. 8 February 2014  [12 February 2014]. （原始内容存档于2015-06-02）.
19. ↑  . Yahoo News. 2023-07-14  [2025-02-15] （中文（臺灣））.
20. ↑  印度海军航母“维克拉玛蒂亚”号维护时发生毒气泄漏 致两死两入院 （页面存档备份，存于）观察者网
21. ↑  江飛宇. . 中國時報. 2019-04-28  [2019-04-29]. （原始内容存档于2019-08-31） （中文（臺灣））.
22. ↑  江飛宇. . 中時新聞網. 2022-07-01  [2022-08-29]. （原始内容存档于2022-08-29）.